# ارتش آزادی‌بخش مردمی
ارتش آزادی‌بخش مردمی (اسپانیایی: Ejército Popular de Liberación‎) ; (EPL) یک گروه چریکی کلمبیایی بود که در سال ۱۹۶۷ ایجاد شد. اکثر اعضای این ارتش در سال ۱۹۹۱ حزب امید، صلح و آزادی را تشکیل دادند، ولی یک جناح مخالف، به رهبری مگاتئو، همچنان راه این ارتش را ادامه داد. در سال ۲۰۱۵ ویکتور رامون ناوارو سروانو، آخرین رهبر جناح ارتش آزادیبخش مردمی (EPL)، در عملیات نظامی پلیس و ارتش در بخش نورث د سانتاندر کشته شد.

## نحوه پیدایش
ارتش آزادیبخش مردمی در سال ۱۹۶۷توسط حزب کمونیست کلمبیا (مارکسیست لنینیست)، که مخالف ایدئولوژیکی اتحاد جماهیر شوروی بود، تأسیس شد. این ارتش در همان سال استراتژی خود را بر اساس انقلاب سوسیالیستی بنا نهاد. پایگاه اصلی این ارتش در مناطق روستایی بود ولی تلاش می‌کرد تا در مناطق شهری نیز هسته‌های چریکی داشته باشد و از آن طریق با عملیات خرابکاری به مراکز دولتی تهاجم کند.